# Cabelo Loiro (canção)
Cabelo Loiro é uma canção de autoria de Tião Carreiro e Zé Bonito, notória na voz de Tião Carreiro e Pardinho. A canção, contudo, foi regravada por inúmeros outros artistas, especialmente os da música sertaneja, como Cacique & Pajé e Tonico e Tinoco, por exemplo.